# Биомаркери (часопис)
Биомаркери је међународни, рецензирани, академски часопис који сакупља и објављује податке о свим аспектима истраживања, из брзо растуће области, о биомаркерима. Часопис је основан од стране „Информе“ (енгл. Informa Pharmaceutical Science), а објављује у осам бројева годишње, у штампаном и електронском облику.

## Основне области интересовања
Часопис „Биомаркер“ је форум за размену идеја и техничких иновација у свим областима истраживања биомаркера, укључујући:
- биомаркере болести: о мерењењима параметара ендогених супстанци које указују на болести и процесе, применом фармакодинамских и генетичког маркера заснованих на доказима из медицинских лабораторија и лечења (маркери ефикасности),
- биомаркере изложености: којим се врши мерење и детекција унутрашње изложености лековима и другим хемикалијама
- биомаркери одговора: који укључују одређивање вредности ендогених материја или параметара који указују на патолошке и биохемијске промене и токсиколошке и фармакодинамске, услед изложености дејству лекова и других хемикалија
- биомаркери осетљивости: укључујући и генетичке факторе који мењају осетљивост организма на лекове и друге хемикалије.

Рукописи који се објављују у овом часопису описују одређивање биомаркера код људи или животиња у ин виво и ин витро условима. „Биомаркери“ такође разматрају и објављују податке о истраживањима негативних утицаја на биомаркере и осетљивост људске популације.
Часопис у објављеним истраживањима ставља нагласак на приказе односа између маркера и ефеката, а не на методолошке приказе, уколико они не описују нове технике.

## Главни уредник
Др Алан Пејн је главни уредник биомаркера. Др Пејн је тренутно професор фармакологије и терапеутике, на Краљевском колеџу у Лондону